# Valentine (альбом Snail Mail)
Valentine  — второй студийный альбом американской инди-рок певицы Snail Mail (Линдси Эрин Джордан) из Тампы (Флорида). Он был выпущен 5 ноября 2021 года на лейбле Matador Records.

## История
Линдси Джордан из Snail Mail была ещё подростком, когда она ворвалась в альтернативные и рок-чарты Billboard со своим дебютным альбомом Lush, выпущенным на Matador Records, в 2018 году. В продолжении, написанном в 2019 и 2020 годах, Джордан переживает потрясения, включая её внезапную славу и пандемию COVID-19, которые пронизывает альбом. Частично он был написан при необычных обстоятельствах: из этого периода Джордан провела 45 дней в реабилитационном центре, в течение которого музыкальные инструменты и оборудование были строго запрещены. Тем не менее она писала, работая по памяти и примечаниям. Когда пришло время воплощать песни в жизнь, она отправилась в домашнюю студию Брэда Кука (Big Red Machine, Waxahatchee) в Северной Каролине, где они вместе продюсировали получившийся альбом Valentine. Ещё один очень личный релиз, в нём участвуют живые товарищи по группе Алекс Басс (бас) и Рэй Браун (ударные) из её дебюта, но добавлены компоненты, включая синтезаторы, сэмплы и живые струнные, для заметного изменения звука.

## Отзывы
| Совокупная оценка    | Совокупная оценка |
| Источник             | Оценка            |
| -------------------- | ----------------- |
| Metacritic           | 88/100            |
| Оценки критиков      |                   |
| Источник             | Оценка            |
| AllMusic             | [ 1 ]             |
| Clash                | 8/10              |
| Gigwise              | [ 5 ]             |
| The Line of Best Fit | 9/10              |
| NME                  | [ 7 ]             |
| Pitchfork            | 8.5/10            |
| Slant                | [ 9 ]             |

Альбом получил положительные отзывы от музыкальных критиков, получив оценку Metacritic 88/100 и сертификат «Лучшая новая музыка» от Pitchfork. Оливия Хорн из Pitchfork написала, что Джордан «заигрывает с поп-музыкой, оттачивая свои крючки, хватаясь за синтезаторы и струнные», в отличие от «ограниченных возможностей рок-группы из трёх человек» на её предыдущем альбоме Lush. Хорн оценил альбом на 8,5 баллов из 10, заявив, что написание песен Джордана было «ослепительно острым и страстным». В обзоре для NME Эль Хант написала, что «Джордан пишет песни так же проницательно, как и всегда, и её исследование любви здесь основано на богатой палитре исследовательских струнных и синтезаторов», оценивая альбом на 5 звёзд из 5.
Критик AllMusic Марси Донельсон оценила альбом на 3,5 из 5 и отметил, что «Часто завораживающие, извилистые гитарные линии Lush значительно уменьшены, заменены здесь более чёткими пауэр-аккордами и мерцанием альтернативного рока, о чем свидетельствует вступительный заглавный трек. В совокупности Valentine представляет собой одновременно смелый музыкальный шаг и сигнал о том, что Джордан готова двигаться дальше во многих отношениях, в то же время оставляя часть её самобытности позади». Рецензент написала: «если Lush представила снимок определённого образа мышления, женщины, оказавшейся в психологической неопределённости, Valentine уловила размытую природу расследования, которое все ещё продолжается».

## Итоговые списки
| Публикация                         | Список                     | Ранг | Ссылка |
| ---------------------------------- | -------------------------- | ---- | ------ |
| Entertainment Weekly               | The 10 Best Albums of 2021 | 6    | [ 10 ] |
| Paste                              | The 50 Best Albums of 2021 | 10   | [ 11 ] |
| Pitchfork                          | The 50 Best Albums of 2021 | 15   | [ 12 ] |
| NME                                | The 50 Best Albums of 2021 | 24   | [ 13 ] |
| Rolling Stone                      | 50 Best Albums of 2021     | 32   | [ 14 ] |
| Stereogum                          | The 50 Best Albums of 2021 | 2    | [ 15 ] |
| The New York Times: Lindsay Zoladz | Best Albums of 2021        | 3    | [ 16 ] |
| USA Today: Patrick Ryan            | 5 Best Albums of 2021      | 3    | [ 17 ] |

## Список композиций
Все треки написаны Lindsey Jordan.
| №  | Название            | Длительность |
| -- | ------------------- | ------------ |
| 1. | «Valentine»         | 3:16         |
| 2. | «Ben Franklin»      | 3:02         |
| 3. | «Headlock»          | 3:12         |
| 4. | «Light Blue»        | 2:34         |
| 5. | «Forever (Sailing)» | 4:18         |

| №                   | Название            | Длительность |
| ------------------- | ------------------- | ------------ |
| 6.                  | «Madonna»           | 2:53         |
| 7.                  | «c. et al.»         | 3:23         |
| 8.                  | «Glory»             | 2:20         |
| 9.                  | «Automate»          | 3:09         |
| 10.                 | «Mia»               | 3:27         |
| Общая длительность: | Общая длительность: | 31:34        |

| №   | Название                   | Длительность |
| --- | -------------------------- | ------------ |
| 11. | «Adore U» (Valentine Demo) | 3:37         |

## Чарты
| Чарт (2021)                                  | Высшая позиция |
| -------------------------------------------- | -------------- |
| Австралия (ARIA)                             | 35             |
| Шотландия (Scottish Albums Chart)            | 7              |
| Великобритания (UK Albums Chart)             | 35             |
| Великобритания (UK Independent Albums Chart) | 3              |
| США Billboard 200                            | 61             |
| США Alternative Albums                       | 7              |
| США Independent Albums                       | 10             |
| США Top Rock Albums                          | 6              |